# Uranospinit
Uranospinit (auch Calciumarsenuranit) ist ein sehr selten vorkommendes Mineral aus der Mineralklasse der Phosphate, Arsenate und Vanadate mit der chemischen Zusammensetzung Ca[UO2|AsO4]2·10H2O und ist damit chemisch gesehen ein wasserhaltiges Calcium-Uranyl-Arsenat.
Uranospinit kristallisiert im tetragonalen Kristallsystem, entwickelt aber nur selten dünntafelige Kristalle bis etwa einem Millimeter Größe. Meist findet er sich in Form von krustigen Überzügen und Aggregaten aus miteinander verwachsenen Kristallen.
Die durchscheinenden Kristalle sind von zitronengelber oder gelbgrüner bis zeisiggrüner Farbe. Die Strichfarbe ist dagegen hellgelb. Die Dichte beträgt 3,45 g/cm³ und die Mohshärte liegt zwischen 2 und 3.

## Etymologie und Geschichte

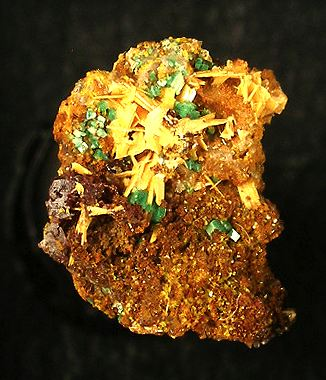
Uranospinit (grün) und Walpurgin (gelb) aus der Typlokalität Neustädtel, Erzgebirge

Entdeckt wurde Uranospinit 1871 von Albin Weisbach in der Grube „Weißer Hirsch“ (Schneeberg) in Neustädtel im Erzgebirge (Sachsen, Deutschland), die auch die Typlokalität ist. Als eigenständiges Mineral beschrieben und benannt wurde es zwei Jahre später ebenfalls von Weisbach.
Der Name Uranospinit hat seinen Ursprung im Urangehalt und von griechisch „spinos“ (Grünfink), was auf die grüne Farbe hindeutet.
Da der Uranospinit bereits lange vor der Gründung der International Mineralogical Association (IMA) bekannt und als eigenständige Mineralart anerkannt war, wurde dies von ihrer Commission on New Minerals, Nomenclature and Classification (CNMNC) übernommen und bezeichnet den Uranospinit als sogenanntes „grandfathered“ (G) Mineral. Die seit 2021 ebenfalls von der IMA/CNMNC anerkannte Kurzbezeichnung (auch Mineral-Symbol) von Uranospinit lautet „Usp“.
Typmaterial, das heißt Mineralproben aus der Typlokalität, wird im Museum für Mineralogie und Geologie Dresden und in der Technischen Universität Bergakademie Freiberg in Deutschland unter der Katalog-Nr. 21722 oder 21725 aufbewahrt.

## Klassifikation
Bereits in der veralteten 8. Auflage der Mineralsystematik nach Strunz gehörte der Uranospinit zur Mineralklasse der „Phosphate, Arsenate und Vanadate“ und dort zur Abteilung „Wasserhaltige Phosphate, Arsenate und Vanadate mit fremden Anionen“, wo er gemeinsam mit Autunit, Bassetit, Fritzscheit, Heinrichit, Kahlerit, Kirchheimerit, Natrouranospinit, Nováčekit, Sabugalit, Saléeit, Torbernit, Uramphit, Uranocircit, Uranospathit und Zeunerit in der „Uranit-Reihe“ mit der Systemnummer VII/D.20a steht.
In der zuletzt 2018 überarbeiteten Lapis-Systematik nach Stefan Weiß, die formal auf der alten Systematik von Karl Hugo Strunz in der 8. Auflage basiert, erhielt das Mineral die System- und Mineralnummer VII/E.01-100. Dies entspricht der neu definierten Abteilung „Uranyl-Phosphate/Arsenate und Uranyl-Vanadate mit [UO2]2+–[PO4]/[AsO4]3− und [UO2]2+–[V2O8]6−, mit isotypen Vanadaten (Sincositreihe)“, wo Uranospinit zusammen mit Autunit, Fritzscheit, Heinrichit, Kahlerit, Rauchit, Sabugalit, Saléeit, Torbernit, Trögerit, Uranocircit und Zeunerit sowie dem inzwischen diskreditierten Natroautunit die „Autunitgruppe“ mit der Systemnummer VII/E.01 bildet.
Die von der International Mineralogical Association (IMA) zuletzt 2009 aktualisierte 9. Auflage der Strunz’schen Mineralsystematik ordnet den Uranospinit ebenfalls in die Abteilung „Uranylphosphate und Arsenate“ ein. Diese ist weiter unterteilt nach dem Stoffmengenverhältnis von Uranyl zum Phosphat-, Arsenat- bzw. Vanadatkomplex. Hier ist das Mineral entsprechend seiner Zusammensetzung in der Unterabteilung „UO2 : RO4 = 1 : 1“ zu finden, wo es zusammen mit Autunit, Heinrichit, Hydronováčekit, Kahlerit, Kirchheimerit, Metarauchit, Nováčekit, Saléeit, Torbernit, Uranocircit, Xiangjiangit und Zeunerit die „Autunitgruppe“ mit der Systemnummer 8.EB.05 bildet.
In der vorwiegend im englischen Sprachraum gebräuchlichen Systematik der Minerale nach Dana hat Uranospinit die System- und Mineralnummer 40.02a.02.01. Das entspricht ebenfalls der Klasse der „Phosphate, Arsenate und Vanadate“ und dort der Abteilung „Wasserhaltige Phosphate etc.“. Hier findet er sich innerhalb der Unterabteilung „Wasserhaltige Phosphate etc., mit A2+(B2+)2(XO4) × x(H2O), mit (UO2)2+“ in einer unbenannten Gruppe mit der Systemnummer 40.02a.02, in der auch Metauranospinit eingeordnet ist.

## Kristallstruktur
Fast alle Quellen geben für Uranospinit eine tetragonale Symmetrie an. Entsprechend der Mineralogischen Tabellen nach Strunz und Nickel kristallisiert Uranospinit in der Raumgruppe I4/mmm (Raumgruppen-Nr. 139) mit den Gitterparametern a = 7,15 Å und c = 20,61 Å sowie zwei Formeleinheiten pro Elementarzelle.
Die an vielen Kristallen beobachtete optische Zweiachsigkeit mit Achsenwinkeln von 2V = 0–62° ist jedoch ein Indiz dafür, dass die wahre Symmetrie von Uranospinit niedriger ist. Die Mineraldatenbank Webmineral.com gibt für Uranospinit die Raumgruppe Pnma (Raumgruppen-Nr. 62) an, was der orthorhombischen Kristallklasse orthorhombisch-dipyramidal; 2/m2/m2/m entspricht. Die Gitterparameter werden mit a = 14,35 Å, b = 20,66 Å und c = 7,17 Å bei 4 Formeleinheiten pro Elementarzelle angegeben.
Die Kristallstruktur zeichnet sich durch Uranyl-Phosphat-Schichten aus, die parallel zur (001)-Ebene liegen. Arsen5+ ist tetraedrisch von 4 Sauerstoffatomen umgeben, das U6+ oktaedrisch von 6 Sauerstoffatomen. Die AsO4-Tetraeder sind über alle 4 Ecken mit UO6-Oktaedern verknüpft, die UO6-Oktaeder über 4 Ecken mit PO4-Tetraedern.
Zwischen den Uranyl-Arsenat-Schichten befinden sich die Wassermoleküle und die Ca-Ionen. Jedes Ca2+ ist von 6 Wassermolekülen oktaedrisch koordiniert. Die übrigen 4 Wassermoleküle sind an kein Kation direkt gebunden. Sie tragen aber mit einem komplexen System von Wasserstoffbrückenbindungen zu einer ausgeglichenen Verteilung der Ladungen und somit zur Stabilisierung der Struktur bei.

## Eigenschaften

### Morphologie

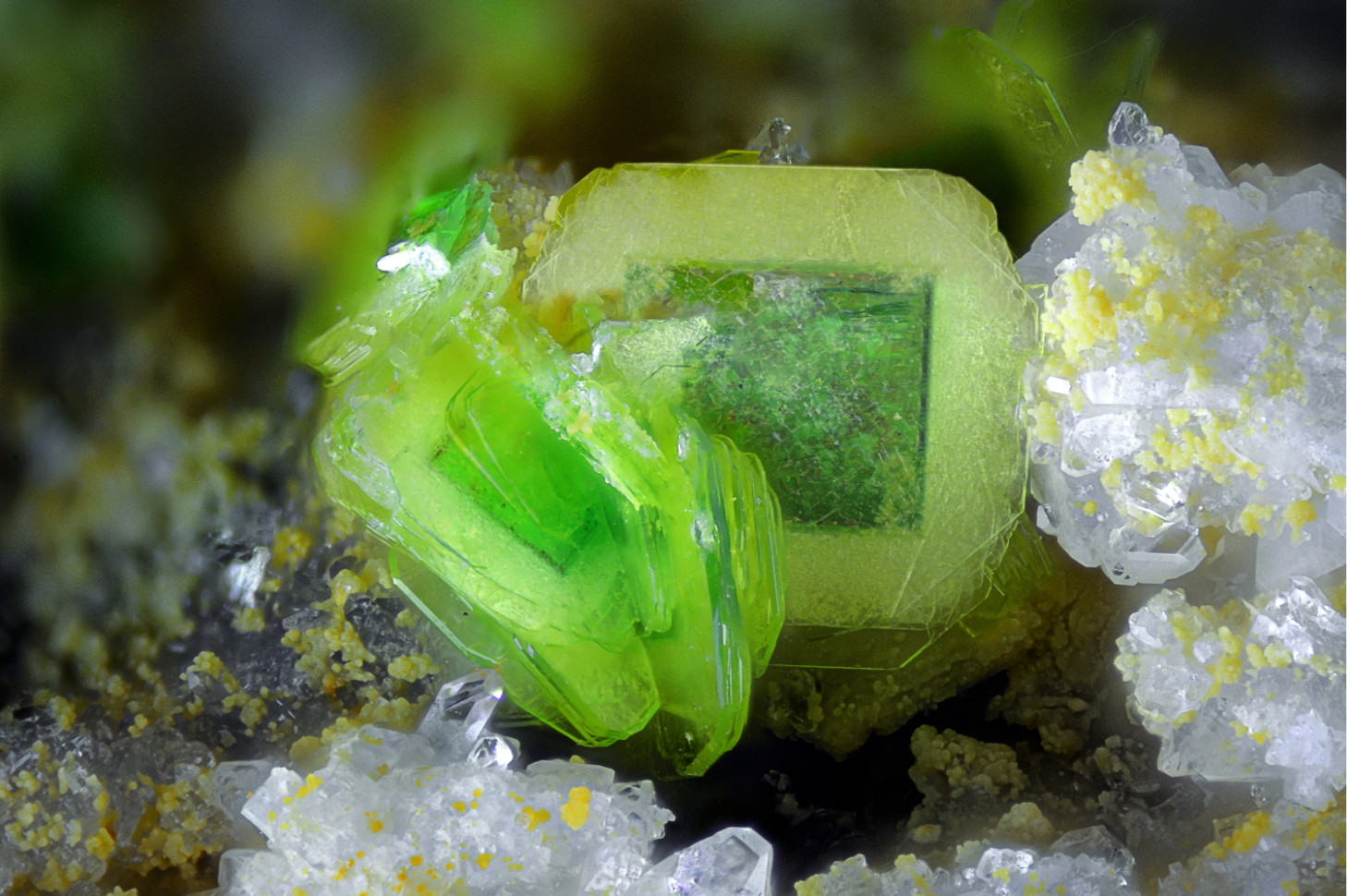
Zitronengelber Uranospinit, epitaktisch verwachsen mit grünem Zeunerit (Bildbreite 2,4 mm)

Uranospinit bildet quadratische bis rechteckige, tafelige Kristalle, deren Form von den {001}-Flächen dominiert wird. Er kann äußerlich dem Autunit sehr ähnlich sehen.
Auch epitaktische, das heißt nach bestimmten kristallographischen Achsen orientierte, Verwachsungen mit Zeunerit sind bekannt.

### Physikalische und chemische Eigenschaften
Das Mineral ist durch seinen Urangehalt von bis zu 45,86 % sehr stark radioaktiv. Unter Berücksichtigung der Mengenanteile der radioaktiven Elemente in der idealisierten Summenformel sowie der Folgezerfälle der natürlichen Zerfallsreihen wird für das Mineral eine spezifische Aktivität von etwa 82,085 kBq/g angegeben (zum Vergleich: natürliches Kalium 0,0312 kBq/g). Der zitierte Wert kann je nach Mineralgehalt und Zusammensetzung der Stufen deutlich abweichen, auch sind selektive An- oder Abreicherungen der radioaktiven Zerfallsprodukte möglich und ändern die Aktivität.
Aufgrund des enthaltenen Urans und Arsens ist Uranospinit zudem giftig und krebserregend. Besonders ersteres besitzt eine sehr lange Verweildauer im Körper und schädigt diesen massiv durch die kontinuierliche Alphastrahlung.
Unter UV-Licht zeigen manche Uranospinite eine kräftig zitronengelbe Fluoreszenz.
Ebenso wie bei den strukturell verwandten Mineralen Saléeit, Torbernit und Zeunerit schwankt der Wassergehalt von Uranospinit von Vorkommen zu Vorkommen. Uranospinit entwässert leicht zu Metauranospinit mit 8H2O.

## Bildung und Fundorte

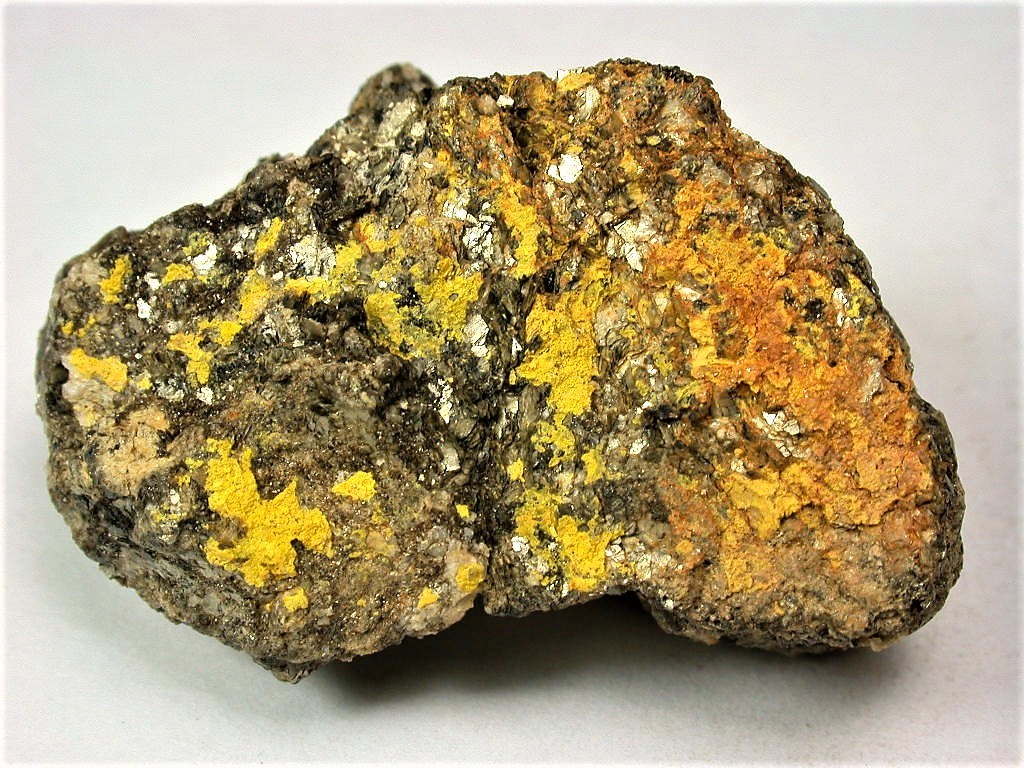
Gelber Uranospinit mit etwas orangem Gummit (rechts) aus der Wild Dog Uran-Mine, Myponga, Halbinsel Fleurieu, Südaustralien (Größe 32 mm × 21 mm × 13 mm)

Uranospinit bildet sich sekundär bei der Verwitterung von Uran- und Arsenmineralen (Uraninit) in der Oxidationszone von hydrothermalen und sedimentären Uranlagerstätten.
In der Uranlagerstätte bei Schneeberg in Sachsen ist Uranospinit vergesellschaftet mit Metazeunerit, Metauranocircit, Uranophan, Trögerit, Walpurgin, Uranosphärit, Asselbornit sowie Quarz, Churchit-(Y), gediegen Bismut und Goethit.
In der Lagerstätte Cherkasar in Usbekistan tritt Uranospinit zusammen mit Schoepit, Paraschoepit, Arsenuranylit, Metazeunerit und Nováčekit auf.
Weitere dokumentierte Vorkommen sind die Grube Clara bei Oberwolfach im Schwarzwald, Grube Sophia bei Wittichen, Grube Gottesehre bei Urberg, die Rabéjac Uranlagerstätte bei Lodève (Département Hérault) in Frankreich, in Tyndrum, Perthshire, Schottland, die Talmessi Mine bei Anarak im Iran, Myponga, Fleurieu-Halbinsel und Mt. Painter, Flinders Ranges in Südaustralien sowie in den Vereinigten Staaten von Amerika bei San Juan in Colorado, bei Spanish Fork in Utah und bei Paria in der Orphan Mine in Arizona.

## Vorsichtsmaßnahmen
Aufgrund der starken Radioaktivität und Toxizität sollten Mineralproben von Uranospinit nur in staub- und strahlungsdichten Behältern, vor allem aber niemals in Wohn-, Schlaf- und Arbeitsräumen aufbewahrt werden. Ebenso sollte eine Aufnahme in den Körper (Inkorporation, Ingestion) auf jeden Fall verhindert und zur Sicherheit direkter Körperkontakt vermieden sowie beim Umgang mit dem Mineral Atemschutzmaske und Handschuhe getragen werden.